# Medalia pentru Vitejie (Austro-Ungaria)

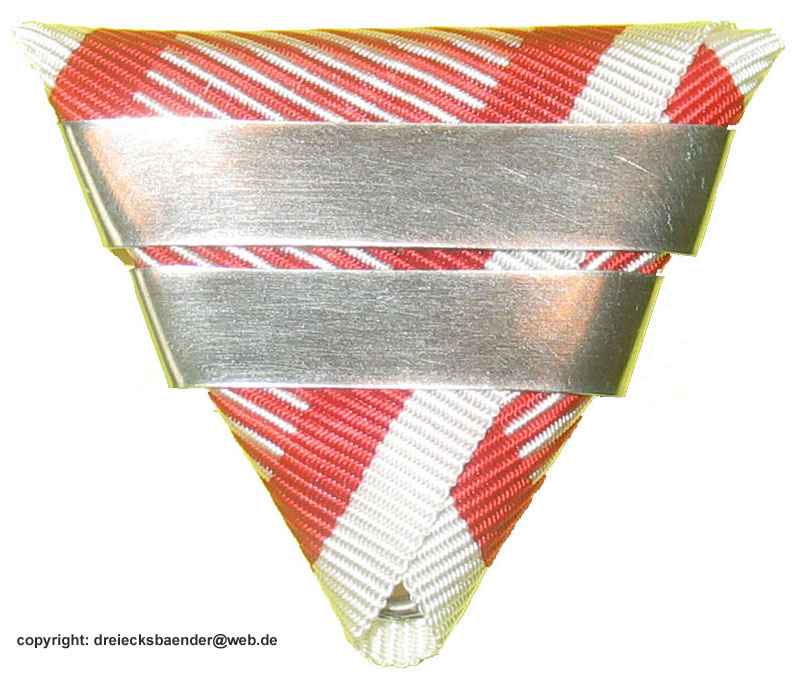
Bare metalice agățate ce indică medaliere multiplă

Medalia pentru Vitejie (în germană Tapferkeitsmedaille) a fost o decorație militară a Austro-Ungariei. Instituită la 19 iulie 1789, ea a avut inițial trei clase: Medalia de Aur și Medaliile de Argint clasele I și a II-a. O a patra clasă, Medalia de Bronz, a fost instituită în timpul Primului Război Mondial, la 14 februarie 1915. Barele metalice ce indică obținerea unor medalii ulterioare în cadrul aceleiași clase au fost instituite la 29 noiembrie 1915. Medaliile acordate în cursul Primului Război Mondial au fost bătute cu chipul împăratului Franz Joseph până la câteva luni după moartea sa. Începând din aprilie 1917, ele au purtat efigia succesorului său, arhiducele Carol I al Austriei.
La 26 septembrie 1917 s-a autorizat acordarea Medaliei de Aur și a Medaliei de Argint clasa I pentru ofițeri, în cazul în care activitatea de conducere în luptă sau vitejia nu era suficientă pentru a primi Ordinul Militar Maria Terezia. Ofițerii au primit același ordin, dar prezența pe panglică a literei „K” (în aur sau în argint) arăta că este varianta pentru ofițeri.
Tapferkeitsmedaille a fost decernată pentru vitejie în luptă până la dizolvarea Austro-Ungariei la 31 octombrie 1918.

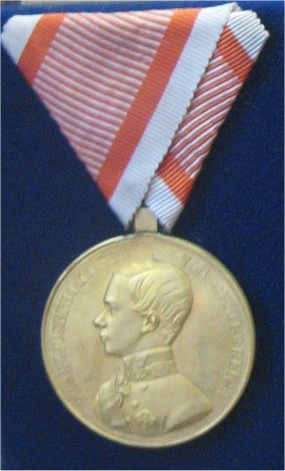
Medalia de Aur pentru Vitejie, modelul folosit în perioada 1848-1859
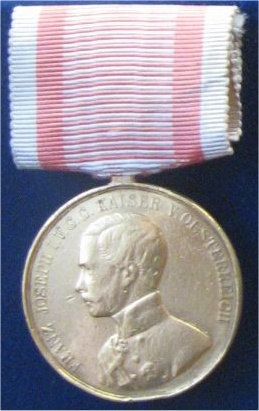
Medalia de Aur pentru Vitejie, modelul folosit în perioada 1859-1866
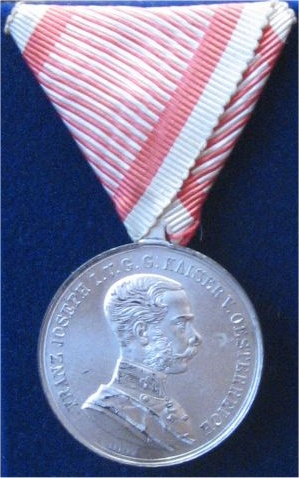
Medalia de Argint pentru Vitejie
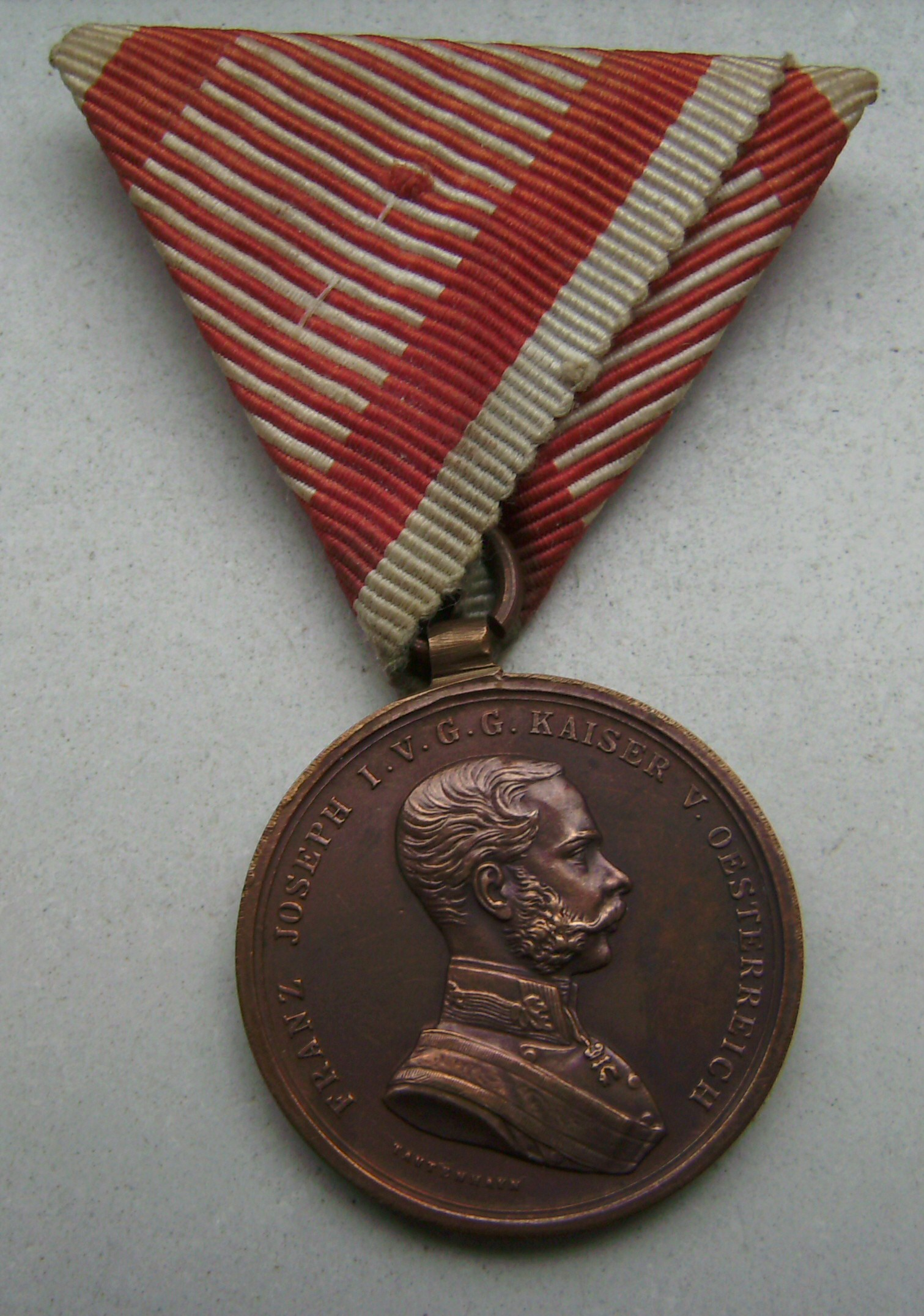
Medalia de Bronz pentru Vitejie

După Primul Război Mondial și destrămarea Austro-Ungariei nou-înființatul Regat al Ungariei a instituit în 1922 Medalia pentru Vitejie doar în modelul de argint.
Începând din 14 aprilie 1939 medaliile de aur, medaliile mari și mici de argint și medaliile de bronz au fost acordate persoanelor civile, iar la 12 septembrie 1942 a fost instituită și medalia de aur pentru curaj (Magyar Tiszti Arany Vitézségi Érem) pentru ofițeri. Printre cei decorați s-a aflat și Hans-Ulrich Rudel din cadrul Luftwaffe.